# Coptomia bontempsi
Coptomia bontempsi är en skalbaggsart som beskrevs av Leon Fairmaire 1896. Coptomia bontempsi ingår i släktet Coptomia och familjen Cetoniidae. Inga underarter finns listade i Catalogue of Life.